# Gård & Torp
Gård & Torp är ett livsstilsmagasin om byggnadsvård som utkommer med 11 nummer per år. Gård & Torp skriver om byggnadsvård, rustning och vård av gamla hus, material som har använts historiskt och varsam renovering. 
Gård & Torp var ursprungligen en bilaga till Antikvärlden, men utkom 2003 för första gången som egen tidning, så kallad one-shot, på 100 sidor. Tidningen mottogs väl och sålde i nästan 19 000 exemplar helt utan marknadsföring, vilket gjorde att ägaren Antikbörsens förlag bestämde sig för att satsa på tidningen och sommaren 2004 kom det första regelrätta magasinnumret av Gård & Torp ut. Från början utgavs tre nummer om året som sedan ökats för att 2015 bli elva nummer per år.
Antikbörsens förlag köptes 2011 av Bonnier Tidskrifter som därefter är utgivare. Chefredaktör var fram till 2019 tidningens grundare Gunilla von Platen. Hon efterträddes av Erika Funke. 2022 tog Cecilia Lindblom över som ansvarig redaktör. 